# DHF's Landspokalturnering 2004
DHF´s landspokalturnering i 2004 var den 41. udgave af DHF's Landspokalturnering.

## Mænd

### 1/8-finaler
Otte hold fra Jylland og otte hold fra Østdanmark (inkl. Fyn) havde kvalificeret sig til 1/8-finalerne.
| Dato  | Hjemmehold      | Udehold             | Resultat |
| ----- | --------------- | ------------------- | -------- |
| 04.09 | VSH 2002        | KIF Kolding         | 26-37    |
| 07.09 | Skjern Håndbold | Fredericia HK       | 25-15    |
| 07.09 | Århus GF        | AaB Håndbold        | 34-35    |
| 08.09 | FCK Håndbold    | Otterup HK          | 41-26    |
| 08.09 | Ajax København  | GOG                 | 35-33    |
| 09.09 | Faaborg HK      | Team Tvis Holstebro | 18-34    |
| 09.09 | Bjerringbro FH  | Lemvig Håndbold     | 32-31    |
| 09.09 | Tune IF         | Svendborg TGI       | 22-31    |

### 1/4-finaler
Her deltog de otte vinderhold fra 1/8-finalerne
| Dato  | Hjemmehold     | Udehold             | Resultat |
| ----- | -------------- | ------------------- | -------- |
| 27.09 | KIF Kolding    | Team Tvis Holstebro | 32-29    |
| 28.09 | FCK Håndbold   | Skjern Håndbold     | 31-34    |
| 07.10 | Svendborg TGI  | AaB Håndbold        | 28-27    |
| 10.11 | Bjerringbro FH | Ajax København      | 25-30    |

### Semifinaler
Her deltog de fire vinderhold fra kvartfinalerne
| Dato  | Hjemmehold     | Udehold         | Resultat |
| ----- | -------------- | --------------- | -------- |
| 24.11 | KIF Kolding    | Svendborg TGI   | 36-32    |
| 25.11 | Ajax København | Skjern Håndbold | 25-27    |

### Finale
Her deltog de to vinderhold fra semifinalerne. Finalen blev spillet i NRGi Arena i Århus.
| Dato  | Hold 1      | Hold 2          | Resultat |
| ----- | ----------- | --------------- | -------- |
| 29.12 | KIF Kolding | Skjern Håndbold | 41-33    |

## Kvinder

### 1/8-finaler
Otte hold fra Jylland og otte hold fra Østdanmark (inkl. Fyn) havde kvalificeret sig til 1/8-finalerne.
| Dato  | Hjemmehold   | Udehold           | Resultat |
| ----- | ------------ | ----------------- | -------- |
| 31.08 | Slagelse FH  | Ajax Kbh.         | 35-13    |
| 02.09 | Horsens HK   | TMS RIngsted      | 34-17    |
| 04.09 | VSH 2002     | Team Esbjerg      | 28-31    |
| 08.09 | KIF Vejen    | Randers HK        | 21-25    |
| 08.09 | TST Hjørring | Ikast/Bording EH  | 22-45    |
| 08.09 | Odense       | Viborg HK         | 19-49    |
| 09.09 | HC Odense    | Ydun              | 39-16    |
| 09.09 | Gudme HK     | Frederikshavn Fox | 24-34    |

### 1/4-finaler
Her deltog de otte vinderhold fra 1/8-finalerne
| Dato  | Hjemmehold       | Udehold           | Resultat |
| ----- | ---------------- | ----------------- | -------- |
| 22.09 | Horsens HK       | HC Odense         | 29-24    |
| 22.09 | Team Esbjerg     | Frederikshavn Fox | 37-30    |
| 23.09 | Ikast/Bording EH | Randers HK        | 29-26    |
| 28.09 | Slagelse FH      | Viborg HK         | 26-39    |

### Semifinaler
Her deltog de fire vinderhold fra kvartfinalerne
| Dato  | Hjemmehold       | Udehold    | Resultat |
| ----- | ---------------- | ---------- | -------- |
| 06.11 | Team Esbjerg     | Horsens HK | 18-32    |
| 06.11 | Ikast/Bording EH | Viborg HK  | 33-27    |

### Finale
Her deltog de to vinderhold fra semifinalerne. Finalen blev spillet i NRGi Arena i Århus.
| Dato  | Hjemmehold | Udehold          | Resultat |
| ----- | ---------- | ---------------- | -------- |
| 29.12 | Horsens HK | Ikast/Bording EH | 23-22    |